# Курмухская церковь Святого Георгия
Церковь Святого Георгия (груз. ქურმუხის წმინდა გიორგის ეკლესია, Курмухская церковь, азерб. Gümrüx kilsəsi) — второй кафедральный храм Кахской и Курмухской епархии Грузинской православной церкви, расположенный в Курмухском ущелье близ города Гах, в Гахском районе Азербайджана.
Согласно распоряжению Кабинета Министров Азербайджанской Республики об исторических и культурных памятника, является памятником архитектуры местного значения.

## История
Христианство на территорию современного Гахского района Азербайджана, ранее входившего в историческую область Эрети, пришло во времена равноапостольной Нины, просветительницы Грузии. Древняя церковь во имя великомученика Георгия Победоносца в Курмухском ущелье была построена в конце XII — начале XIII века, когда эти земли входили в состав Грузинского царства.
Впервые храм упоминается в 1310 году, когда его посетил католикос-патриарх Евфимий III, управлявший Грузинской православной церковью с 1310 по 1325 год. В то время церковь входила в состав Гишской и Курмухской епархии. После вторжения в Закавказье орды монголов, в церковь Святого Георгия перенесли епископскую кафедру из города Гиш, ныне село Киш в Шекинском районе Азербайджана.
В 1614—1617 годах территория, на которой находился храм, была захвачена Ираном, шахи которого проводили последовательную политику исламизации местного населения. Итогом этой политики стало то, что в середине XVIII века христианская епархия прекратила своё существование и собор начал разрушаться.
После присоединения этих земель, в то время бывших частью Илисуйского султаната, к Российской империи, с 1860 года «Обществом восстановления христианства» в рамках программы по восстановлению христианских храмов и монастырей на Кавказе была начата реконструкция храма. Восстановительные работы длились с 1891 по 1894 год. Активное участие в них принимало и местное население.
В период распада Российской империи в церкви святого Георгия служил священномученик Михаил Кулошвили, который пользовался большим уважением у православных грузин-ингилойцев. Он был убит мусульманами 1 ноября 1917 года за проповедь христианства среди местных грузин-мусульман и отказ принять ислам. Во времена СССР церковь была закрыта. Здание использовали в качестве кинотеатра, двор использовали под автостоянку и автозаправку.
Первые попытки возобновить регулярное богослужение в соборе святого Георгия были предприняты Грузинской православной церковью в 1997 году, во время визита католикоса-патриарха Илии II в город Гах в Азербайджане. В 2004—2005 годы Министерством культуры Азербайджана в храме были проведены реставрационные работы.
Власти Азербайджана отрицают принадлежность Курмухского храма грузинской православной традиции, и считают его памятником христианской албано-кавказской архитектуры (см. также Ревизионистские концепции в азербайджанской историографии). Это недопонимание между Баку и Тбилиси становилось причиной неоднократных недоразумений, например, выдворением из храма священника в 2007 году, не желавшего принять гражданство Азербайджана и, согласно закону страны, не имевшего права вести здесь проповедническую деятельность или, по мнению Патриархии Грузинской Православной Церкви, актом кощунства со стороны телекомпании, снявшей в стенах церкви клип в 2015 году. В защиту религиозных прав православных грузин-ингилойцев в Азербайджане выступил Союз верующих мусульман Грузии. В настоящее время местной грузинской православной общине разрешено проводить в церкви богослужения на празднование памяти великомученика Георгия Победоносца — 6 мая и 23 ноября.